# California
California (pronunție fonologică americană: /ˌkælᵻˈfɔːrnjə, -ni.ə/; pronunție fonetică românească: [kalifornɪːa]) este un stat federal al Statelor Unite ale Americii. Se întinde de-a lungul jumătății sudice a coastei de vest a Statelor Unite ale Americii continentale.  Cu o populație de peste 36 de milioane de locuitori și cu o suprafață de 423.970 km 2 (vedeți cum se încadrează 423.970 de km² în rândul altor țări), California este al treilea stat ca suprafață (după Alaska și Texas) și cel mai populat stat al SUA. 
Zona era locuită de nativii americani încă cu mult înainte ca exploratori din Europa să înceapă a se perinda sporadic în secolul al 16-lea. Spania colonizase parțial statul California de azi, la sfârșitul anilor 1700, înaintea Războiului mexican de independență (1810 - 1821). După aceea California a făcut parte din statul independent Mexico.  În timpul războiului mexican-american (1846 - 1848), coloniștii americani ai regiunii s-au revoltat și au creat California Republic, un stat independent cu existență efemeră. Ca urmare a încheierii războiului dintre Mexico și Statele Unite ale Americii, zona a revenit SUA. Goana după aur din California (the California Gold Rush) din anul 1849 a adus o imensă populație de imigranți, care a permis rapid, ca în 1850 California să devină al 31-lea stat al Statelor Unite ale Americii. 
În ciuda unei istorice și nefondate "reputații" de a avea o "viață lejeră" datorată climei extrem de blânde, în realitate californienii au făcut California de azi a șaptea economie a lumii, contribuind cu circa 13% la produsul intern brut al Statelor Unite ale Americii. Industriile predominante ale statului includ agricultura, distracțiile, manufacturarea în industria ușoară, turismul și mai ales industrii diversificate atât pe orizontală cât și pe verticală. 
Zonele economice specializate ale statului cuprind de exemplu Hollywood (pentru distracții), California Central Valley (pentru agricultură), Silicon Valley (pentru computere și high tech) și zona viticolă Wine Country.

## Climat
Verile sunt foarte calde, cu seri răcoroase, în timp ce primăvara și toamna sunt blânde, cu seri reci. Sezonul de iarnă „ploios” este blând și ocupă perioada anului dintre ianuarie și martie. O mare parte a statului are un climat mediteranean, cu veri calde, uscate și blânde, dar cu ierni ploioase. Orașul San Francisco este cunoscut pentru ceața sa caracteristică primăverii și începutului de vară. Partea nordică a statului California, precum și zona munților înalți, beneficiază de zăpadă pe timpul iernii, în timp ce deșerturile au parte de veri foarte calde și ierni blânde.

## Geografie

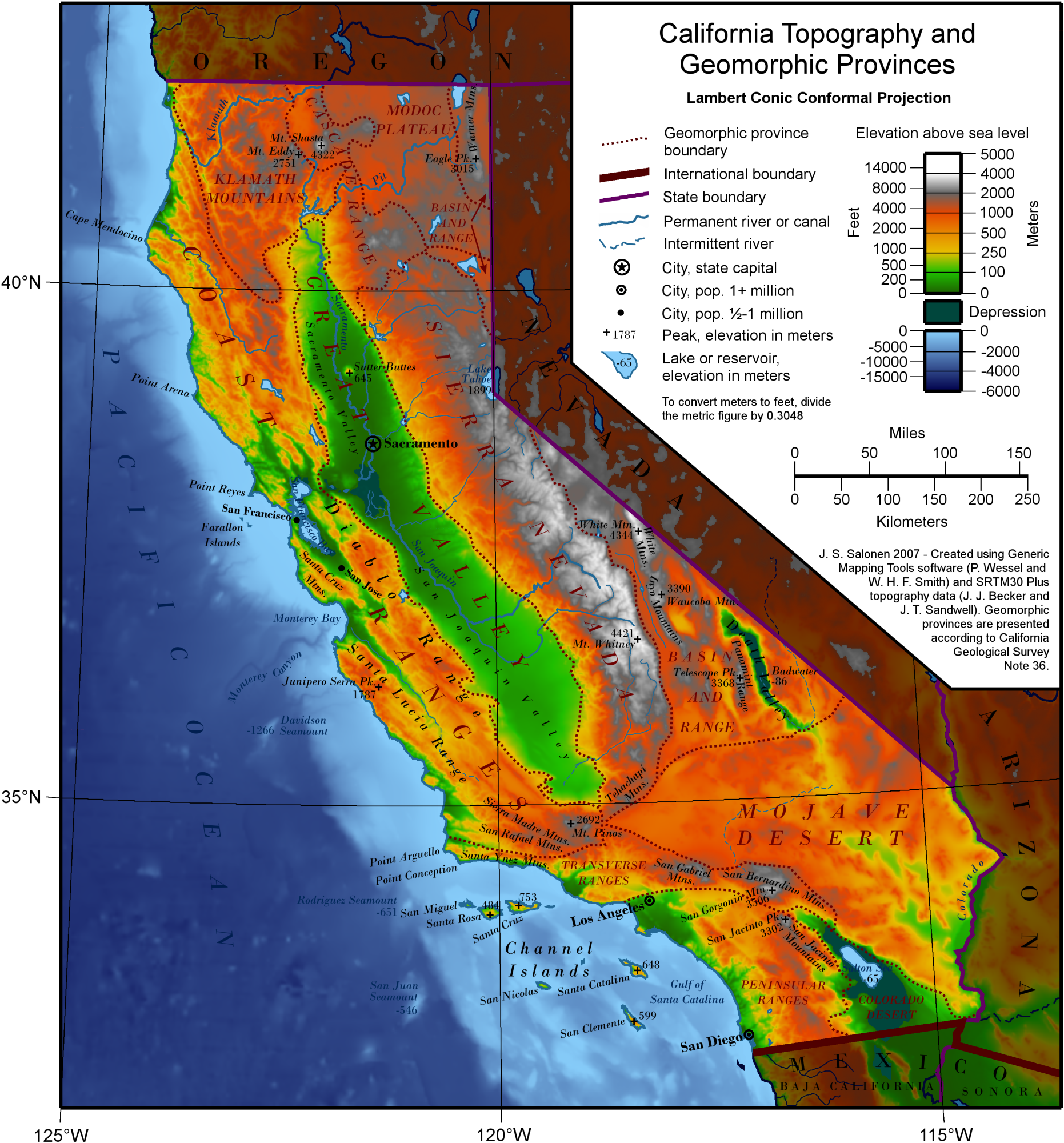
Hartă fizică a Californiei

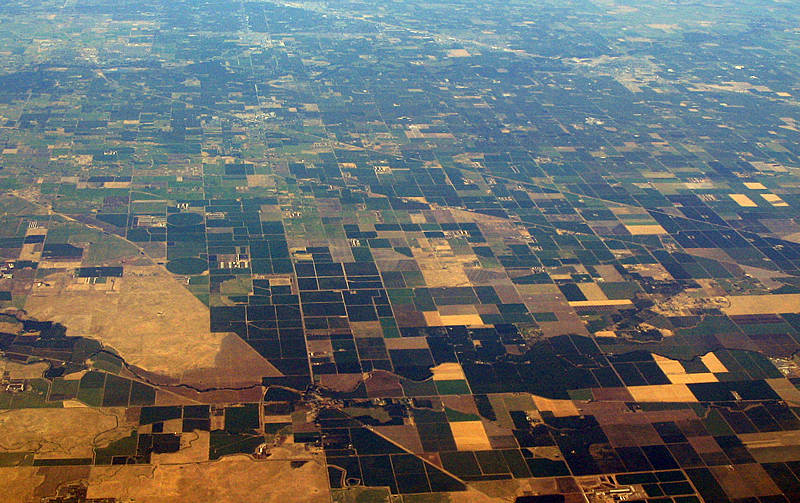
Vedere din aer asupra Văii Centrale a Californiei

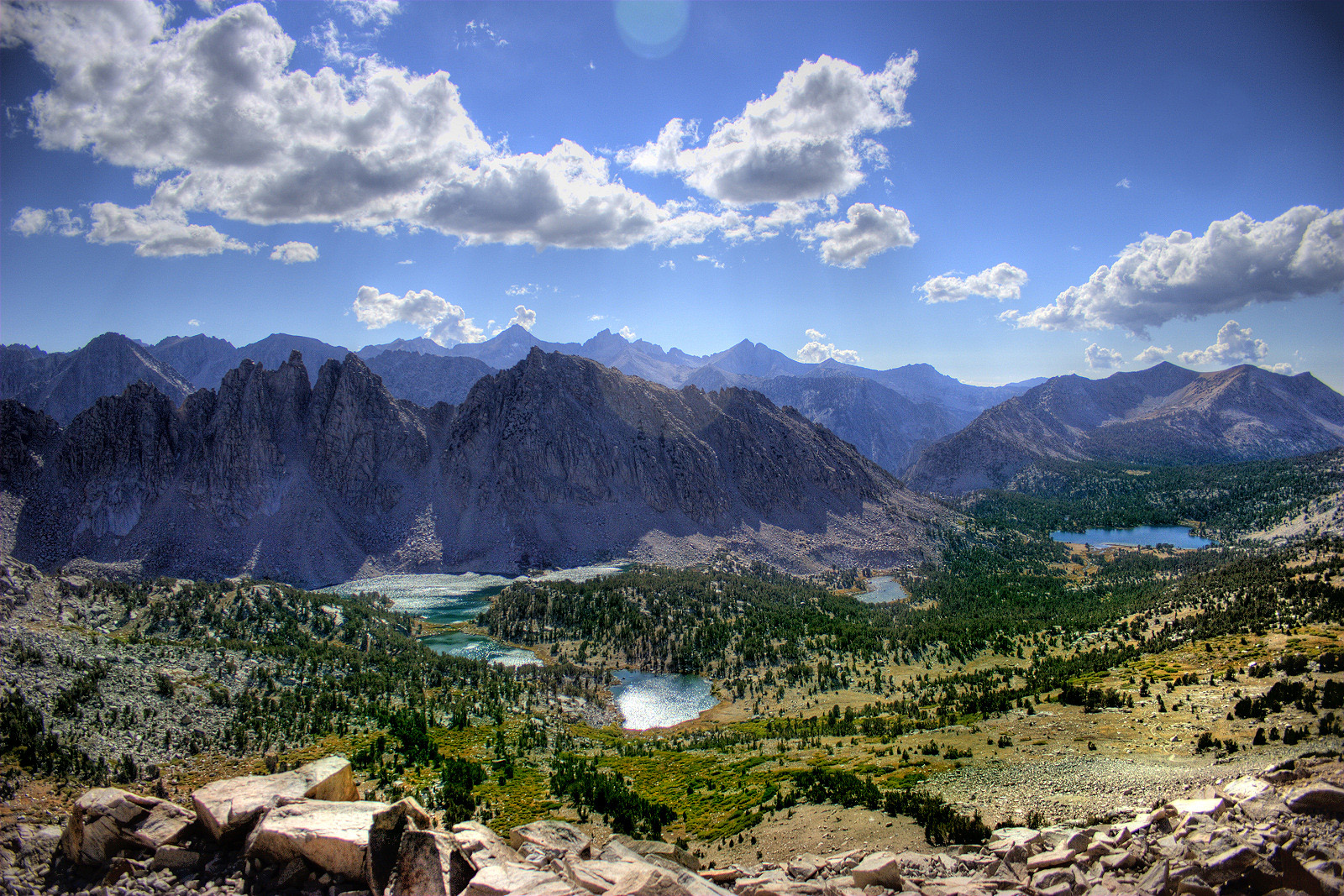
Sierra Nevada

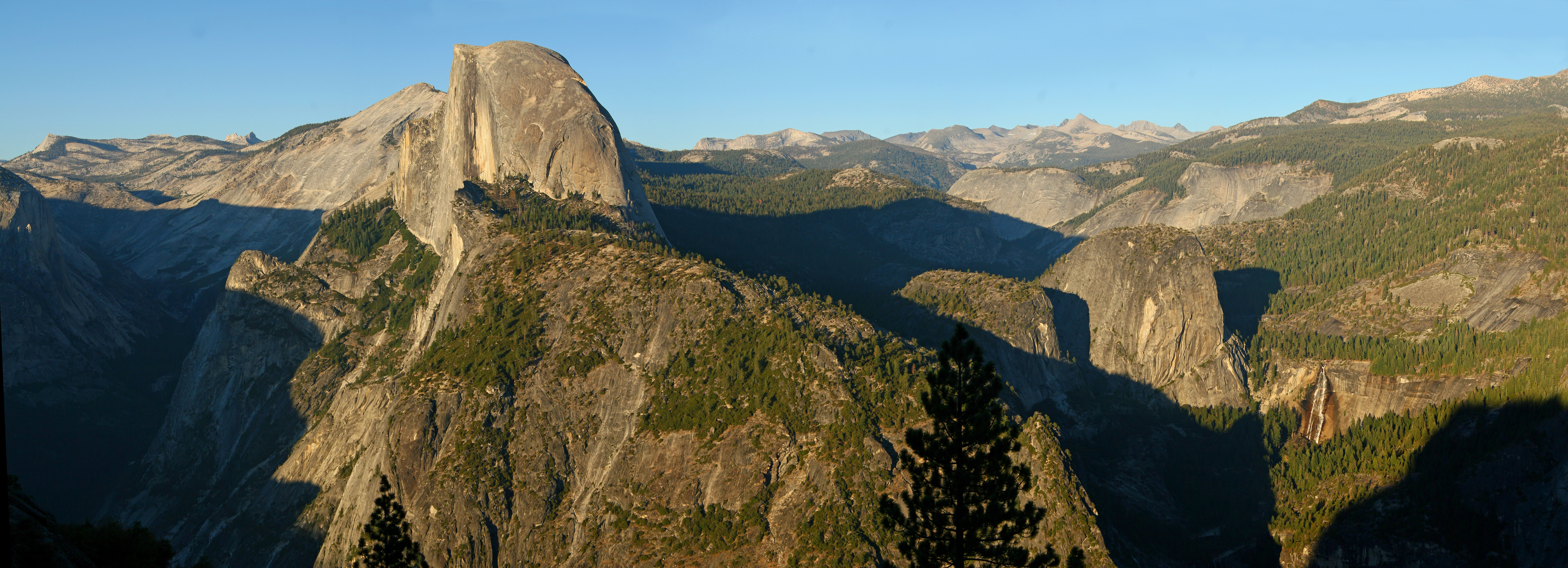
Parcul Național Yosemite

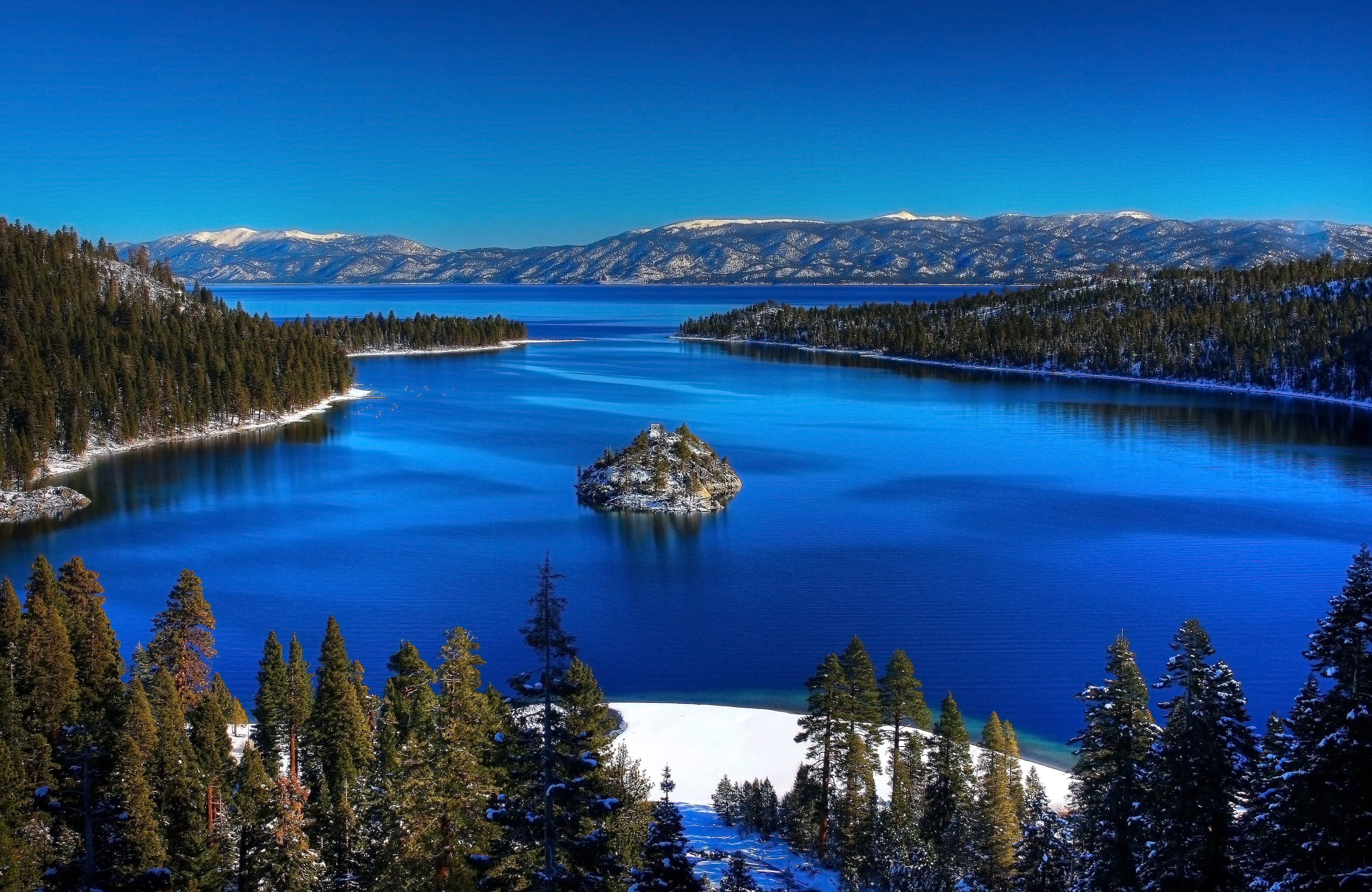
Lacul Tahoe

California se învecinează la vest cu Oceanul Pacific, la nord cu Oregon, la est cu Nevada și Arizona, la sud cu statul mexican Baja California. Cu o suprafață de 414.000 km², este al treilea stat american ca suprafață, după Alaska și Texas. Dacă ar fi țară independentă, California ar fi a 59-a din lume ca suprafață.
În mijlocul statului se află Valea Centrală a Californiei, mărginită spre vest de lanțurile muntoase din apropierea coastei, spre est de Sierra Nevada, SUA, la nord de Munții Cascade și la sud de Munții Tehachapi. Valea Centrală este principala zonă agricolă a Californiei, ea producând aproape o treime din alimentele pentru întreaga țară.
Împărțită în două de Delta Râurilor Sacramento-San Joaquin, porțiunea nordică, Valea Sacramento, reprezintă bazinul hidrografic al Râului Sacramento, în vreme ce porțiunea sudică, Valea San Joaquin, formează bazinul Râului San Joaquin. Prin dragaj, râurile Sacramento și San Joaquin au rămas suficient de adânci încât mai multe orașe din interiorul statului sunt porturi maritime.
Delta Râurilor Sacramento-San Joaquin River este o sursă importantă de apă pentru întreg statul. Apa este extrasă printr-o rețea extinsă de canale și pompe, ce traversează aproape toată lungimea statului, între acestea numărându-se Proiectul Central Valley și Proiectul State Water. Apele deltei alimentează cu apă potabilă circa 23 de milioane de oameni, aproape două treimi din populația statului, și irigă plantațiile fermierilor de la vest de Valea San Joaquin. Insulele Canalului se află în largul coastelor de sud.
Sierra Nevada (din spaniolă munții înzăpeziți) are cel mai înalt vârf montan dintre cele 48 de state americane contigue, Muntele Whitney, la 4.421 m altitudine. Lanțul înconjoară Valea Yosemite, celebră pentru domurile sale glaciare; pentru Parcul Național Sequoia, unde cresc arbori sequoia uriași, unele dintre cele mai mari organisme vii de pe Pământ; precum și pentru Lacul Tahoe, un lac adânc cu apă dulce, cel mai mare lac al statului ca volum de apă.
La est de Sierra Nevada se află Valea Owens și Lacul Mono, habitat esențial al păsărilor migratoare. În vestul statului se află Clear Lake (Lacul Limpede), cel mai mare lac cu apă dulce ca suprafață aflat în întregime în California. Deși Lacul Tahoe este mai mare, o parte din el se află pe teritoriul statului Nevada. În Sierra Nevada temperaturile ajung iarna să fie similare zonei arctice, acolo aflându-se câteva zeci de mici ghețari, printre care se numără ghețarul Palisade, cel mai sudic ghețar din Statele Unite.
Circa 45% din aria totală a statului este împădurită, diversitatea speciilor de pin din California fiind incomparabil mai mare decât a oricărui alt stat. California conține mai multe păduri decât orice alt stat american cu excepția Alaskăi. Mulți dintre copacii din Munții Albi din California sunt printre cei mai bătrâni din lume; un pin Bristlecone are vârsta de 4.700 de ani.
În sud se află și un lac sărat continental, Marea Salton. Deșertul central-sudic se numește Mojave; la nord-est de Mojave se află Valea Morții, unde se află cel mai jos și mai fierbinte loc din America de Nord, Bazinul Badwater aflat la −86 m. Distanța orizontală de la nadirul Văii Morții până la vârful Muntelui Whitney este mai mică de 140 km. Într-adevăr, aproape întreaga Californie de sud este un deșert arid și fierbinte, cu temperaturi extrem de ridicate pe timp de vară. Granița sud-estică a Californiei cu Arizona este în întregime formată de râul Colorado, din care își extrage apă.
De-a lungul coastei Californiei se află mai multe mari zone metropolitane, inclusiv zona metropolitană Los Angelesul Mare, zona metropolitană Golful San Francisco, și zona metropolitană San Diego.
Ca parte a Cercului de Foc, California este afectată de tsunami, inundații, secete, vânturi, incendii forestiere, alunecări de teren în zonele abrupte, și are mai mulți vulcani. Are numeroase cutremure cauzate de mai multe falii, în principal de falia San Andreas.

## Istorie
Ca și în cazul celorlalte state ale Americii, istoria scrisă a Californiei este destul de scurtă. Înaintea sosirii europenilor, pe acest teritoriu au locuit diferite triburi de indieni. Ei vorbeau propriile lor limbi. În anul 1524, California a fost descoperită de către exploratorul spaniol Cabrillo. Colonizarea spaniolă a început în anul 1769. California a rămas sub stăpânirea Spaniei și apoi a Mexicului. În anul 1850, după un scurt război, California a devenit cel de-al 31-lea stat al SUA.

## Demografie

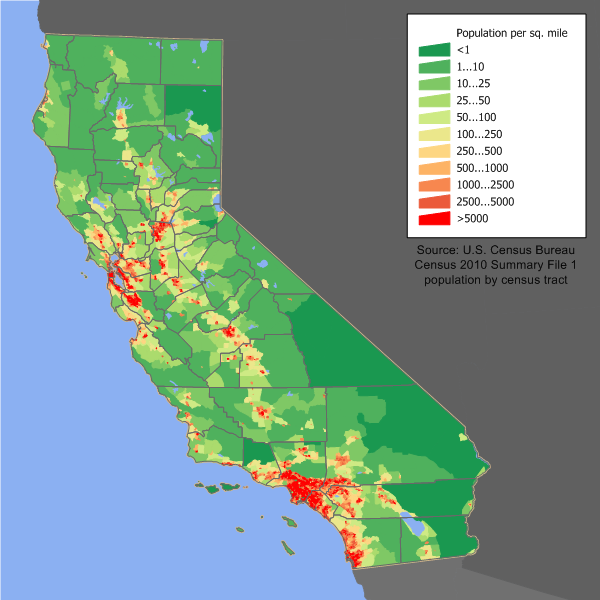
Densitatea populației statului California

### Structura rasială
Populația totală a statului în 2010: 37,253,956
Structura rasială în conformitate cu recensământul din 2010:
- 57.6% Albi (21,453,934)
- 16.9% Altă rasă (6,317,372)
- 13.0% Asiatici (4,861,007)
- 6.2% Negri (2,299,072)
- 4.9% Două sau mai multe rase (1,815,384)
- 1.0% Amerindieni (362,801)
- 0.4% Hawaieni Nativi sau locuitori ai Insulelor Pacificului (144,386)

## Educație

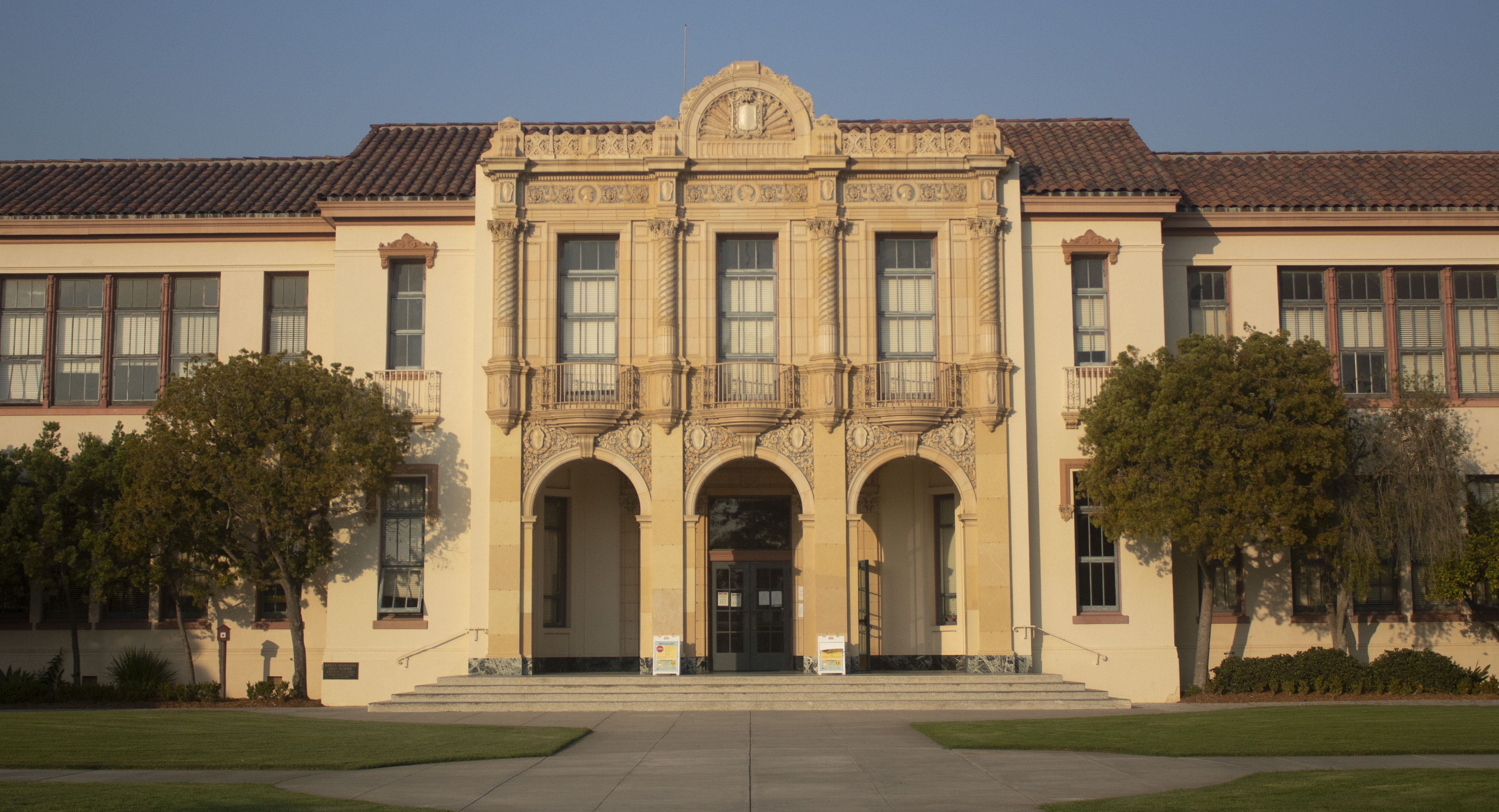
Liceul Santa Barbara, una dintre cele mai vechi școli funcționale din California de sud

California are cei mai mulți elevi din țară, cu peste 6,2 milioane de elevi în anul școlar 2005-2006.
Învățământul secundar public cuprinde licee care predau cursuri opționale de meserii, limbi străine și arte liberale, cu specializări pentru elevi supradotați, elevi care urmează cursurile universitare și elevi de arte industriale. Sistemul public de învățământ din California este susținut de un amendament constituțional unic, care impune un nivel minim anual de finanțare pentru clasele K-12 și colegiile comunitare, care crește odată cu economia și cu cifrele de înscriere a elevilor. Afro-americanii și californienii hispanici trăiesc în sărăcie, iar doar 68% dintre elevii care trăiesc sub pragul sărăciei vor absolvi liceul. California cheltuiește circa 11,500$ per elev, sub media națională de 11,800$.

### Învățământ superior

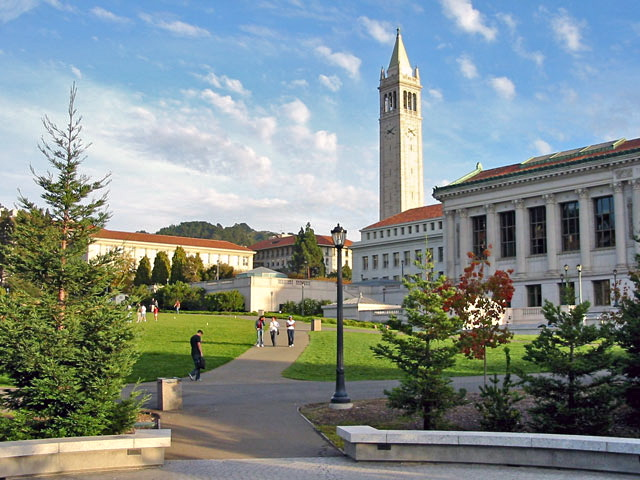
UC Berkeley; este cel mai vechi campus al Universității din California și principala universitate publică a statului

Universitatea Californiei are un număr totale de elevi de 234,464 (2011), ci 10 campusuri majore.
Cele zece campusuri principale ale Universității din California sunt situate în Berkeley, Los Angeles, San Diego, Davis, Santa Cruz, Santa Barbara, Irvine, Riverside, Merced  și San Francisco.
Sistemul Universității de Stat din California (CSU) se descrie ca fiind cel mai mare sistem universitar public de patru ani din Statele Unite. Inițial, CSU a fost concepută pentru a accepta studenți din prima treime (1/3) dintre absolvenții de liceu din California, însă mai multe dintre școlile din sistemul CSU au devenit mult mai selective. Multe dintre campusurile mai mari, cum ar fi Cal Poly, Cal Poly Pomona, Long Beach State, Cal State Fullerton, Cal State San Bernardino, Fresno State, Sacramento State, San Francisco State, San Diego State și San José State (cea mai veche universitate publică din California), au devenit mai orientate spre cercetare decât erau în trecut.
California are sute de alte colegii și universități private, inclusiv multe instituții religioase și cu scop special. Acest lucru duce la numeroase oportunități unice de divertisment și educație pentru locuitori. Zona Golfului San Francisco și zona metropolitană Los Angeles au o abundență de astfel de universități private, cu unele dintre cele mai mari densități de instituții postliceale din lume.

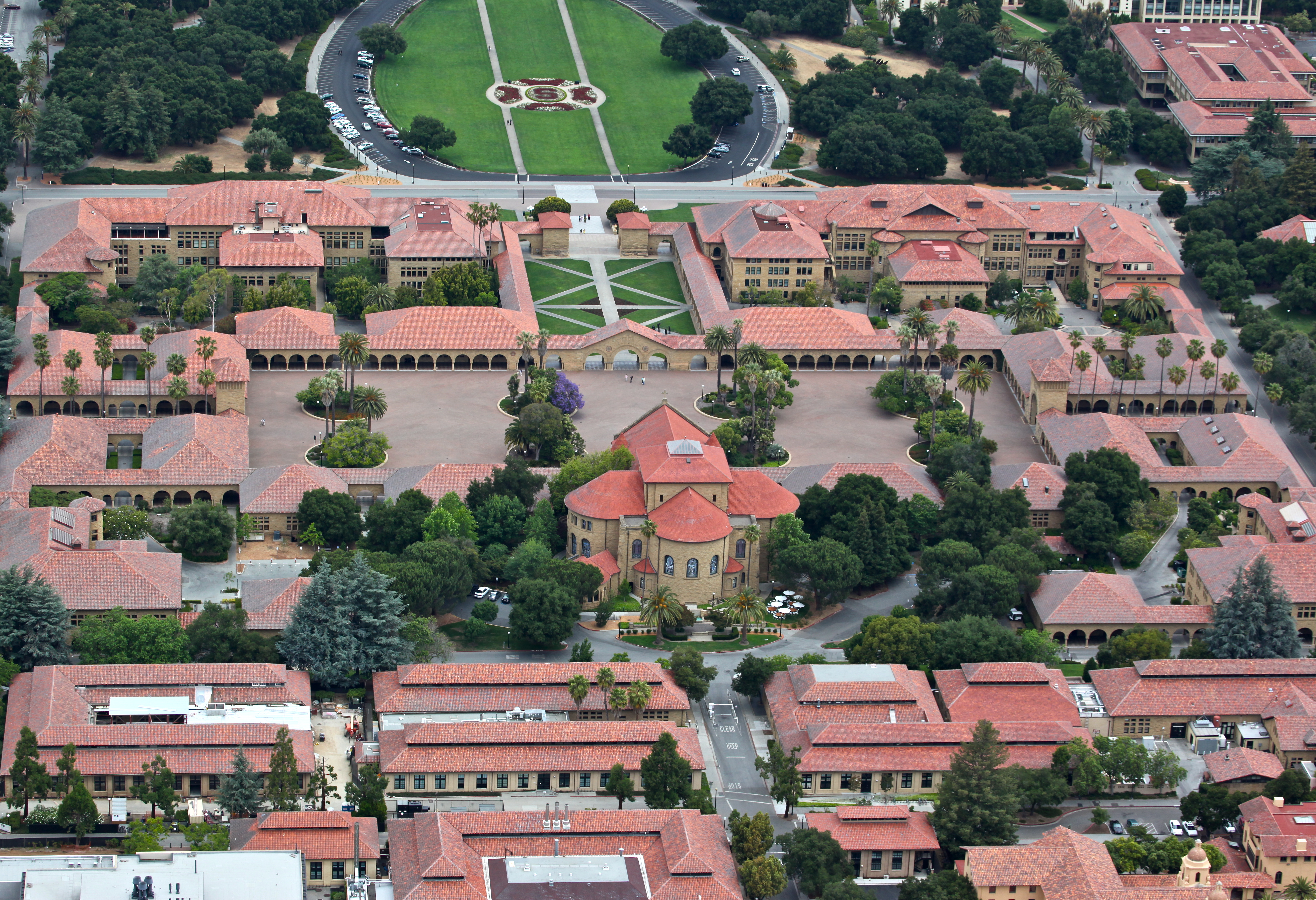
Universitatea Stanford, situată în Valea Santa Clara, este una dintre cele mai bune universități din lume